# Municipio de Janesville (Minnesota)
El municipio de Janesville (en inglés: Janesville Township) es un municipio ubicado en el condado de Waseca en el estado estadounidense de Minnesota. En el año 2010 tenía una población de 513 habitantes y una densidad poblacional de 5,78 personas por km².

## Geografía
El municipio de Janesville se encuentra ubicado en las coordenadas 44°9′22″N 93°41′34″O / 44.15611, -93.69278. Según la Oficina del Censo de los Estados Unidos, el municipio tiene una superficie total de 88.71 km², de la cual 78,91 km² corresponden a tierra firme y (11,04 %) 9,8 km² es agua.

## Demografía
Según el censo de 2010, había 513 personas residiendo en el municipio de Janesville. La densidad de población era de 5,78 hab./km². De los 513 habitantes, el municipio de Janesville estaba compuesto por el 98,05 % blancos, el 0,19 % eran afroamericanos, el 0,58 % eran asiáticos y el 1,17 % eran de una mezcla de razas. Del total de la población el 0,58 % eran hispanos o latinos de cualquier raza.